# 安德烈·亚尔莫连科
安德烈·尼古拉耶維奇·亚尔莫连科（羅馬化：Andrii Mykolaiovych Yarmolenko；1989年10月23日—），烏克蘭職業足球員，現時效力阿聯酋阿拉伯海灣聯賽球隊艾阿恩，並擔任烏克蘭國家足球隊隊長。司職前鋒或翼鋒。
在國家隊方面，耶莫蘭高於2009年起開始代表烏克蘭國家足球隊上陣，目前上場99場比賽中攻入42球。他曾代表烏克蘭隊出戰2012年歐洲國家盃、2016年歐洲國家盃和2020年歐洲國家盃。

## 俱樂部生涯

### 韋斯咸
2022年2月，在2022年俄羅斯入侵烏克蘭之後，亞爾莫連科被主教練大衛·莫耶斯放假。他於3月13日回歸，替補受傷的米查爾·安東尼奧，並在2-1戰勝阿斯頓維拉的比賽中打入2021-22賽季首球。

### 艾阿恩
2022年7月13日， 阿聯酋球會艾阿恩宣佈和亞爾莫連科簽下一年合約。

## 国际生涯
2007年8月11日，亚尔莫连科代表乌克兰U19国家队参加了与日本U19国家队的一场客场友谊赛，最终以1-0获胜。他还参加了2008年欧洲U19足球锦标赛的预选赛。
在2008年10月10日的预选赛后，亚尔莫连科被邀请进入乌克兰U21国家队，参加与荷兰U21国家队的比赛。他还参加了2011年欧洲U21足球锦标赛的预选赛和决赛阶段。
2009年9月5日，在对阵安道尔的2010年FIFA世界杯预选赛中，亚尔莫连科首次代表乌克兰国家队出场并打入一球，帮助球队以5-0取胜。2011年9月2日，在与乌拉圭的一场国际友谊赛中，亚尔莫连科在比赛开始后14秒内打入一球，创造了乌克兰国家队历史上最快进球的纪录。
2014年11月15日，亚尔莫连科在乌克兰客场对卢森堡的2016年欧洲杯预选赛中打入帽子戏法，帮助球队以3-0获胜。2015年11月，亚尔莫连科在乌克兰对阵斯洛文尼亚的附加赛中两回合各进一球，帮助乌克兰晋级到2016年欧洲杯决赛阶段。亚尔莫连科随后入选乌克兰2016年欧洲杯的阵容，但球队未能取得进球，在小组赛中排名垫底。亚尔莫连科在欧洲杯上对阵荷兰的比赛中和对阵北马其顿的比赛中均取得进球，并当选为比赛的最佳球员。
2021年9月1日，亚尔莫连科在对阵哈萨克斯坦的2022年世界杯预选赛中打满了他在乌克兰的第100场比赛。2021年10月12日，他在对阵波斯尼亚和黑塞哥维那的2022年世界杯预选赛中，在利沃夫的利沃夫竞技场打入一球，并当选为比赛的最佳球员。
2022年6月5日，亚尔莫连科在乌克兰对威尔士的2022年世界杯预选赛中打入一粒乌龙球，帮助威尔士取得胜利。这也是比赛中唯一的进球，他无意中将威尔士球员加雷斯·贝尔的任意球误入自家大门，使威尔士队自1958年以来首次晋级世界杯。这个决定性的进球在6月底被改判为贝尔的进球。

## 榮譽

### 個人
- 烏克蘭年度足球先生：2013、2014[18] 、2015、2017年

## 外部連結
- Soccerway資料庫：安德烈·亚尔莫连科
- Andriy Yarmolenko （页面存档备份，存于） at FFU.org.ua （烏克蘭語）
- 安德烈·亚尔莫连科在 National-Football-Teams.com 上的出场纪录
- Profile on Official Dynamo Website
- Profile at the Guardian （页面存档备份，存于）
- Profile at UEFA Euro 2012 Archive.today的存檔，存档日期2013-01-05